# Madeline Schizas
Madeline Schizas (ur. 14 lutego 2003 w Oakville) – kanadyjska łyżwiarka figurowa, startująca w konkurencji solistek. Uczestniczka igrzysk olimpijskich (2022), medalistka zawodów międzynarodowych oraz dwukrotna mistrzyni Kanady (2022, 2023).
Wzięła udział w serialu Netflixa Spinning Out (2020), gdzie była dublerką Leah w scenach występów łyżwiarskich.

## Osiągnięcia
| Zawody                                | 15–16          | 16–17          | 17–18          | 18–19          | 19–20          | 20–21          | 21–22          | 22–23          | 23–24          |                |                |                |                |                |                |                |                |
| Międzynarodowe                        | Międzynarodowe | Międzynarodowe | Międzynarodowe | Międzynarodowe | Międzynarodowe | Międzynarodowe | Międzynarodowe | Międzynarodowe | Międzynarodowe | Międzynarodowe | Międzynarodowe | Międzynarodowe | Międzynarodowe | Międzynarodowe | Międzynarodowe | Międzynarodowe | Międzynarodowe |
| ------------------------------------- | -------------- | -------------- | -------------- | -------------- | -------------- | -------------- | -------------- | -------------- | -------------- | -------------- | -------------- | -------------- | -------------- | -------------- | -------------- | -------------- | -------------- |
| Zimowe igrzyska olimpijskie           |                |                |                |                |                |                | 19             |                |                |                |                |                |                |                |                |                |                |
| Mistrzostwa świata                    |                |                |                |                |                | 13             | 12             | 13             | 18             |                |                |                |                |                |                |                |                |
| Mistrzostwa czterech kontynentów      |                |                |                |                |                |                |                | 10             | 6              |                |                |                |                |                |                |                |                |
| GP Cup of China                       |                |                |                |                |                |                |                |                | 5              |                |                |                |                |                |                |                |                |
| GP Grand Prix Espoo                   |                |                |                |                |                |                |                | 5              |                |                |                |                |                |                |                |                |                |
| GP Skate Canada International         |                |                |                |                |                | C              | 8              | 7              | 4              |                |                |                |                |                |                |                |                |
| GP Rostelecom Cup                     |                |                |                |                |                |                | 6              |                |                |                |                |                |                |                |                |                |                |
| CS Finlandia Trophy                   |                |                |                |                |                |                | 9              |                |                |                |                |                |                |                |                |                |                |
| CS Golden Spin of Zagreb              |                |                |                |                |                |                |                | 3              |                |                |                |                |                |                |                |                |                |
| CS Memoriał Ondreja Nepeli            |                |                |                |                |                |                |                |                | 3              |                |                |                |                |                |                |                |                |
| CS Nebelhorn Trophy                   |                |                |                |                |                |                |                | 5              |                |                |                |                |                |                |                |                |                |
| International Challenge Cup           |                |                |                |                | 3              |                |                |                |                |                |                |                |                |                |                |                |                |
| Międzynarodowe: Kategorie młodzieżowe |                |                |                |                |                |                |                |                |                |                |                |                |                |                |                |                |                |
| Bavarian Open                         |                |                |                |                | 1 J            |                |                |                |                |                |                |                |                |                |                |                |                |
| Volvo Open Cup                        |                |                |                |                | 5 J            |                |                |                |                |                |                |                |                |                |                |                |                |
| Krajowe                               |                |                |                |                |                |                |                |                |                |                |                |                |                |                |                |                |                |
| Mistrzostwa Kanady                    |                |                | 6 N            | 2 J            | 3              | C              | 1              | 1              | 2              |                |                |                |                |                |                |                |                |
| SC Challenge                          | 16 P           | 26 N           | 4 N            | 3 J            | 1              | 1              |                |                |                |                |                |                |                |                |                |                |                |

## Programy
| Sezon   | Program krótki (SP) | Program dowolny (FS) |
| ------- | --- | --- |
| 2022–23 | - Czarny łabędź medley – Clint Mansell choreografia: Asher Hill, Lance Vipond: - Nina's Dream - Stumbled Beginnings - Perfection              | - West Side Story medley – Leonard Bernstein choreografia: Asher Hill, Lance Vipond: - Prologue - End Credits - I Feel Pretty - America |
| 2021–22 | - My Sweet and Tender Beast – Eugen Doga | - Entrance of Butterfly – Giacomo Puccini - Un Bel Di Vedremo – Giacomo Puccini                                                         |
| 2020–21 | - Stranger in Paradise (z musicalu Kismet) – Sarah Brightman, oryg. Alexander Borodin, Robert Wright, George Forrest choreografia: Asher Hill | - I Will Wait for You (z filmu The Umbrellas of Cherbourg) – Marie Oppert, oryg. Michel Legrand choreografia: Asher Hill                |
| 2019–20 | - Stranger in Paradise (z musicalu Kismet) – Sarah Brightman, oryg. Alexander Borodin, Robert Wright, George Forrest choreografia: Asher Hill | - Miss Saigon medley – Claude-Michel Schönberg - Overture - I Still Believe choreografia: Asher Hill                                    |